# Gobierno Regional de Áncash
El Gobierno Regional de Áncash es el órgano con personalidad jurídica de derecho público y patrimonio propio, que tiene a su cargo la administración superior del departamento de Áncash, Perú, y cuya finalidad es el desarrollo social, cultural y económico de la región. Tiene su sede en la capital regional, la ciudad de Huaraz. Está constituido por el Gobernador regional y el consejo regional.

## Historia
Luego de las campañas de la independencia del Perú, los antiguos centros administrativos virreinales y sus cargos fueron disueltos, así se disolvió la Intendencia de Tarma, cuya figura administrativa abarcaba gran parte de la actual sierra ancashina y se creó el departamento de Huaylas. Con su primer presidente de departamento, el mariscal Toribio de Luzuriaga.
El departamento fue creado mediante decreto supremo el 12 de junio de 1835. Sus autoridades pasaron a ser denominadas oficialmente como prefectos, siendo el primero de ellos Juan Bautista Mejía, designado el 17 de junio de 1835. El cargo se disolvió en 1920 quedando la administración del departamento a cargo del gobierno central. En 1989, al cambiarse el nombre de Áncash a Chavín, el cargo se reactivó y pasó a la denominación de presidente regional nuevamente hasta abril de 1992, en que el auto golpe de Estado dado por Alberto Fujimori, lo dejó sin efecto. Se reinició su activación en la forma que en la actualidad lleva tras modificarse la constitución para añadirla en 2001.
En 2001 se convocaron a elecciones y para 2002, el cargo de presidente de la región Áncash recaería en Freddy Ghilardi Álvarez. Para 2014 la denominación del cargo cambió a la de gobernador regional.

## Órganos del gobierno 2023-2026

### Directorio
| Cargo                | Titular                  | Partido     |
| -------------------- | ------------------------ | ----------- |
| Gobernación regional | Koki Noriega Brito       | M.R AGUA    |
| Vicegobernación      | Angelly Epifanía Chávez  | M.R AGUA    |
| Secretaría general   | Fredy Alvaro Tarazona    | M.R AGUA    |
| Gerencia regional    | Walter Sandoval Baltazar | No afiliado |

### Direcciones regionales
Los directorios regionales están conformados por profesionales expertos en su campo que designen los miembros del directorio general.
| Direcciones regionales del Gobierno regional de Áncash     |                              |                       |
| Dirección regional                                         | Director (2023)              | Director (2024)       |
| Dirección regional de la producción                        | Henry Díaz Rodríguez         |                       |
| Dirección regional de energía y minas                      | Ricardo Castillejo Melgarejo |                       |
| Dirección regional de comercio exterior y turismo          | Fernando Zevallos Campos     |                       |
| Dirección regional de agricultura                          | Luis Calderón López          |                       |
| Dirección regional de agricultura                          |                              |                       |
| Dirección regional de vivienda, construcción y saneamiento | Cesar Moreno Toledo          |                       |
| Dirección regional de salud                                | Erick de la Torre Bejarano   |                       |
| Dirección regional de educación                            | Nancy Dolores Anaya          |                       |
| Dirección regional de trabajo y promoción del empleo       | Rubén Acero de la Cruz       |                       |
| Dirección regional de transportes                          | Fredy Álvaro Tarazona        | Fredy Álvaro Tarazona |

### Consejo regional
El consejo regional de la Región de Áncash es un órgano de carácter normativo, resolutivo y fiscalizador, dentro del ámbito propio de competencia del Gobierno Regional, encargado de hacer efectiva la participación de la ciudadanía regional y ejercer las atribuciones que la Ley Orgánica de Gobiernos Regionales del Perú respectiva le encomienda.
Está integrado por 20 consejeros elegidos por sufragio universal en votación directa, de cada una de las 20 provincias de la región, que duran 4 años en sus cargos.
| Cargo                                                        | Consejero | Consejero                  | Partido político | Partido político                 |
| ------------------------------------------------------------ | --------- | -------------------------- | ---------------- | -------------------------------- |
| Consejera Regional de Áncash (por Aija)                      |           | Dania Brito Orellano       |                  | Alianza Gobierno Unidad y Acción |
| Consejera Regional de Áncash (por Antonio Raimondi)          |           | Luz Mautino Huamán         |                  | Alianza Gobierno Unidad y Acción |
| Consejero Regional de Áncash (por Asunción)                  |           | Félix Romero López         |                  | Movimiento Regional El Maicito   |
| Consejero Regional de Áncash (por Bolognesi)                 |           | Víctor Garro Condezo       |                  | Socios por Áncash                |
| Consejero Regional de Áncash (por Carhuaz)                   |           | Edson Cancha Villanueva    |                  | Alianza Gobierno Unidad y Acción |
| Consejero Regional de Áncash (por Carhuaz)                   |           | Alejandro López Cosco      |                  | Socios por Áncash                |
| Consejera Regional de Áncash (por Carlos Fermín Fitzcarrald) |           | Karen Lázaro Luis          |                  | Socios por Áncash                |
| Consejero Regional de Áncash (por Casma)                     |           | Andy Montes Pimentel       |                  | Movimiento Regional El Maicito   |
| Consejera Regional de Áncash (por Corongo)                   |           | Rocío Cochachin Arias      |                  | Alianza Gobierno Unidad y Acción |
| Consejero Regional de Áncash (por Huaraz)                    |           | Walter Medrano Acuña       |                  | Alianza Gobierno Unidad y Acción |
| Consejera Regional de Áncash (por Huaraz)                    |           | Yanet Pinto Toledo         |                  | Alianza Gobierno Unidad y Acción |
| Consejero Regional de Áncash (por Huari)                     |           | Calixto Robles Ramírez     |                  | Alianza Gobierno Unidad y Acción |
| Consejero Regional de Áncash (por Huari)                     |           | Víctor Pimentel Bravo      |                  | Socios por Áncash                |
| Consejero Regional de Áncash (por Huarmey)                   |           | Nolberto Roca Maza         |                  | Movimiento Regional El Maicito   |
| Consejero Regional de Áncash (por Huaylas)                   |           | Miguel Lavado Aparicio     |                  | Alianza Gobierno Unidad y Acción |
| Consejero Regional de Áncash (por Huaylas)                   |           | Chang Milla Ponce          |                  | Socios por Áncash                |
| Consejero Regional de Áncash (por Mariscal Luzuriaga)        |           | Walter Tarazona Crispín    |                  | Socios por Áncash                |
| Consejero Regional de Áncash (por Ocros)                     |           | Uzías Ariza Aguirre        |                  | Socios por Áncash                |
| Consejero Regional de Áncash (por Pallasca)                  |           | Edgar López Rosales        |                  | Movimiento Regional El Maicito   |
| Consejero Regional de Áncash (por Pomabamba)                 |           | Yury Álvarez Álvarez       |                  | Alianza Gobierno Unidad y Acción |
| Consejero Regional de Áncash (por Recuay)                    |           | Yover Montoya Castillo     |                  | Alianza Gobierno Unidad y Acción |
| Consejero Regional de Áncash (por Santa)                     |           | Alexander Peláez Vera      |                  | Juntos por el Perú               |
| Consejero Regional de Áncash (por Sihuas)                    |           | Gregorio Silvestre Sánchez |                  | Juntos por el Perú               |
| Consejero Regional de Áncash (por Yungay)                    |           | Hugo Mallqui Montañez      |                  | Alianza Gobierno Unidad y Acción |
| Consejero Regional de Áncash (por Yungay)                    |           | Dali García Durán          |                  | Juntos por el Perú               |